# Pseudodinia obscura
Pseudodinia obscura är en tvåvingeart som beskrevs av Barber 1985. Pseudodinia obscura ingår i släktet Pseudodinia och familjen markflugor. Inga underarter finns listade i Catalogue of Life.